# Dicranoptycha quadrivittata
Dicranoptycha quadrivittata là một loài ruồi trong họ Limoniidae. Chúng phân bố ở miền Tân bắc.